# تشارلز ويست
تشارلز ويست (بالإنجليزية: Charles West)‏ (و. 1885 – 1943 م) هو ممثل، من الولايات المتحدة الأمريكية، ولد في بيتسبرغ، بنسيلفانيا، توفي في لوس أنجلوس، عن عمر يناهز 58 عاماً.

## وصلات خارجية
- تشارلز ويست على موقع IMDb (الإنجليزية)
- تشارلز ويست على موقع أول موفي (الإنجليزية)
- تشارلز ويست على موقع قاعدة بيانات الفيلم (الإنجليزية)